# Androsace sarmentosa
Androsace sarmentosa Wall., 1824 è una pianta perenne appartenente alla famiglia delle Primulacee, originaria dell'Himalaya.

## Descrizione
A. sarmentosa è una pianta formata da stoloni lunghi fino 10 cm che tappezzano il terreno circostante. Le foglie sono a rosetta, lanceolate; presenta fiori di colore rosa vivace.

## Tassonomia

### Sottospecie
Sono note le seguenti sottospecie :
- Androsace sarmentosa subsp. sarmentosa
- Androsace sarmentosa subsp. primuloides (Duby) Govaerts

### Varietà
- Androsace sarmentosa var. watkinsii Hook.f.